# Aidyn Gousseinov
Aidyn Gousseinov est un joueur d'échecs soviétique puis azerbaïdjanais né le 31 août 1957 à Batoumi et mort le 30 octobre 2003 à Bakou, champion d'Azerbaïdjan en 1997.

## Biographie et carrière
Aidyn Gousseinov est né le 31 août 1957. Avec l'équipe l'Azerbaïdjan, il remporta la dernière spartakiade organisée en URSS en 1991. Il remporta le championnat du Caucase en 1982 et le championnat d'Azerbaïdjan en 1997.
Il obtint les titres de maître des sports de l'URSS en 1986, de maître international en 1995 et celui de grand maître international honoraire en 1998 (il était le troisième joueur azerbaïdjanais à obtenir ce titre).
De 1991 à 1996, il fut l'entraîneur-chef de l'équipe nationale du Qatar. 
Aidyn Gousseinov participa à l'Olympiade d'échecs de 1998 à Elista au premier échiquier de l'équipe d'Azerbaïdjan (il marqua 5,5 points sur 9) et au championnat d'Europe d'échecs des nations de 1997 à Poula où il marqua 4 points sur 10 au deuxième échiquier.